# Клеймёнов, Валерий Владимирович
Валерий Владимирович Клеймёнов (родился 18 декабря 1975) — российский футболист, нападающий и полузащитник.

## Карьера
Воспитанник камышинского футбола. В 1991—1993 годах выступал за «Текстильщик», который после распада СССР играл в чемпионате России. 17 октября 1992 года в матче против «Кубани» дебютировал в высшей лиге. В 1994—1995 годах играл за ростовский СКА. В 1996 году вернулся в «Текстильщик», но сыграв 2 матча ушёл из клуба. Всего за камышинский клуб провёл 13 матчей в чемпионате России. После второго ухода из «Текстильщика» преимущественно играл за команды второго дивизиона, среди которых можно выделить «Светотехнику», в составе которой в 2002 году выиграл зону «Поволжье». В 2007 году закончил карьеру игрока, последним клубом стал «Кавказтрансгаз-2005».